# Juanfran Moreno
Juan Francisco Moreno Fuertes (ur. 11 września 1988 w Madrycie) – hiszpański piłkarz występujący na pozycji bocznego obrońcy.